# Beato (Lissabon)
Beato is een plaats (freguesia) in de Portugese gemeente Lissabon en telt 12.183 inwoners (2021).